# Tarnița (okręg Bacău)
Tarnița – wieś w Rumunii, w okręgu Bacău, w gminie Oncești. W 2011 roku liczyła 567 mieszkańców.